# Пахтаобод (село, Шахритусский район)
Пахтаобо́д (тадж. Пахтаобод) — село в Хатлонской области Республики Таджикистан. 
Административно входит в состав джамоата (сельской общины) Пахтаобод Шахритусского района.
Находится на расстоянии 51 км от райцентра (пгт. Шахритус) и 6 км от центра джамоата (село Устокорон).
Население — 3885 чел. (2017).